# Chrám Přenesení ostatků svatého Mikuláše
Cerkva přenesení ostatků svatého Mikuláše v Ruské Bystré byla postavena v roce 1730 na návrší obce v době panování římskoněmeckého císaře Karla VI. (Habsburského).

## Stavba
Je to srubová stavba z jehličnanových ručně tesaných trámů, na koncích spojených tesařským čepováním a zadlabaných. Spodní trámy, povrchově ošetřené černou barvou proti dřevokaznému hmyzu, jsou uloženy na kamenné podezdívce. Půdorys cerkve je ze tří čtverců umístěných v jedné ose orientovaných z východu na západ. V nejmenším, východním, je svatyně, presbytář s malým východně orientovaným dvoukřídlým oknem. Největší roubená loď (druhý čtverec) má celistvou severní stěnu a východní stěnu dekoruje pětipodlažní ikonostas.
Třetí čtverec za uzavřenou stavbou vyplňují exteriérové nosné sloupky, nad kterými vyčnívá věž se zvony. Věž není srubové, ale sloupkové konstrukce, zvenku krytá vertikálními jehličnanovými prkny.
Dřevěný barokní ikonostas s výklenky pro ikony odděluje svatyni od lodě. Uprostřed konstrukce tělesa ikonostasu jsou carské dvoukřídlé dveře s ručně dekorovanými a průhlednými křídly, na kterých je šest barevných olejových medailonů s postavami čtyř evangelistů a zvěstování.
V ostění dveří je olejová malba svatého biskupa Mikuláše, byzantského církevního hodnostáře ze 4. století. Po obou stranách dveří při obvodových stěnách jsou z levé - severní strany a pravé - jižní strany otvory pro jáhenské dveře. V řeckokatolických chrámech se to stalo vžitým pravidlem.
V první, hlavní řadě ikonostasu jsou ikony Bohorodičky Hodegetrie a Krista Učitele. Další ikony první řady, sv. biskup Mikuláš a netradičně sv. Paraskieva, jsou na boční stěně. Druhá řada svátků má uprostřed ikonu Poslední večeře. Ve třetí, apoštolské řadě, je ve středu hlavní ikona Krista Velekněze a vedle něj ikony Bohorodičky a sv. Jana Křtitele. Ikonostas nad řadou starozákonních proroků ukončuje kalvárie, která je nezvykle na stropě.
Cerkva v Ruské Bystré je architektonicky odlišná od řeckokatolických cerkví v Bodružale a v Ladomirové (zapsaných také do Seznamu světového dědictví UNESCO) proto, že srubové trámy nejsou z exteriéru kryté žádnými vnějšími prkny nebo šindelem, jak je to například u cerkve ve Svídnickém okrese. Další zajímavostí je, že strop není srubový volně vystupující prostor do výšky (v podobě komolého jehlanu), jak je tomu u jiných cerkví, ale pohledově plošně uzavřen rovnými prkny. Řeckokatolické cerkve jsou pozoruhodné konstrukcí střechy. Cerkva v Ruské Bystré má jednoduchou šindelovou valbovou střechu bez jakýchkoliv dekorativních prvků, které by jí dodávaly jedinečnost oproti jiným světským stavbám. Spodní řada dřevěných šindelů má tesařsky upravené okraje ve tvaru zubů. Na západní straně vystupuje z horní třetiny valbové střechy vertikálními prkny exteriérově upravená věž se zvony. Nad věží je stanová střecha. Na ní je nepravidelný osmiboký šindelový dekorační prvek, ze kterého vystupuje také osmiboký téměř kuželový nástavec, jehož vrchol tvoří kovaný kovový kříž. Zvláštností těchto prvků je to, že plynule přecházejí z jednoho geometrického tvaru do druhého. V ostatních cerkvích mají kulovité cibulky zpravidla přesné geometrické tvary, z nichž vyčnívají sloupky, na kterých jsou další dekorační prvky. Vizuální spojení těchto tvarů dodává střešním nástavcům dynamiku a zároveň harmonizují s ostatními střešními doplňky.
Na východní straně cerkve v Ruské Bystré je nad štítem malá věžička se stanovou střechou zakončenou malou šindelovou cibulkou, z níž vyčnívá kovový kovaný kříž.
V interiéru cerkve je vzácná zejména ikona Ukřižování na prestolu, která byla kompletně zrestaurována.

## Kulturní památka
Chrám byl v roce 1968 prohlášen za národní kulturní památku Slovenské republiky spolu s dalšími 26 chrámy jako soubor Východoslovenské drevené kostoly.
7. července 2008 byla cerkva spolu s dalšími osmi dřevěnými památkami pod názvem "Dřevěné chrámy slovenské části Karpatského oblouku" zapsána do Seznamu světového dědictví UNESCO.

## Turismus
K cerkvi vede turistická trasa z obce Remetské Hámre vyznačená  zelenou turistickou značkou přes Pilníkovú lúku (812 m n. m.). Výstup trvá 4 hodiny.

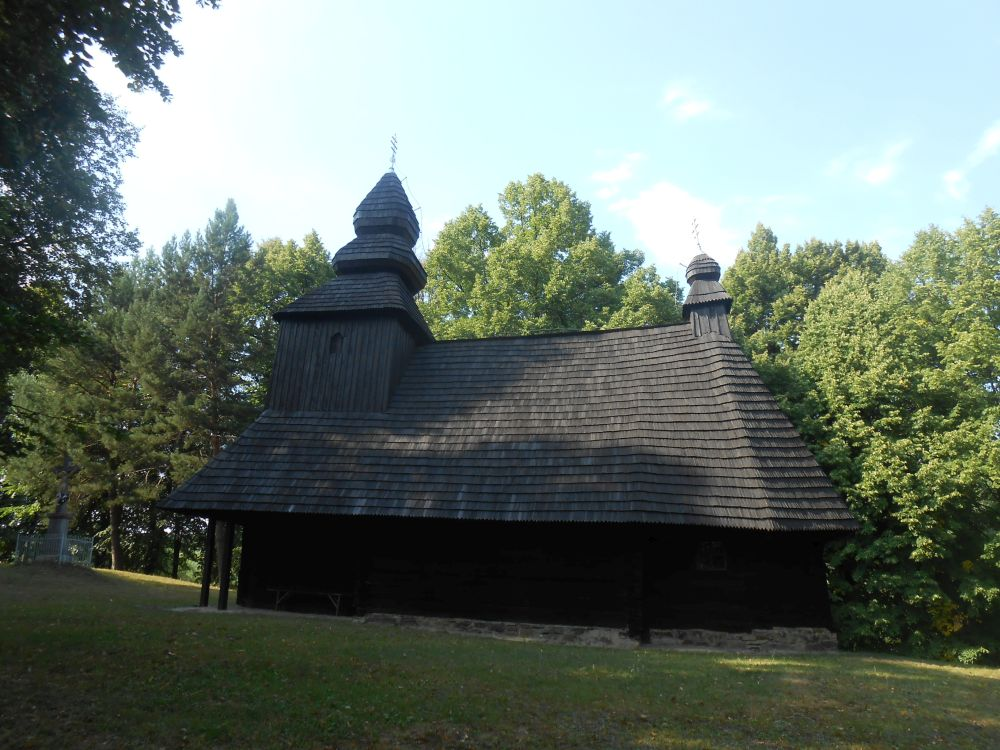
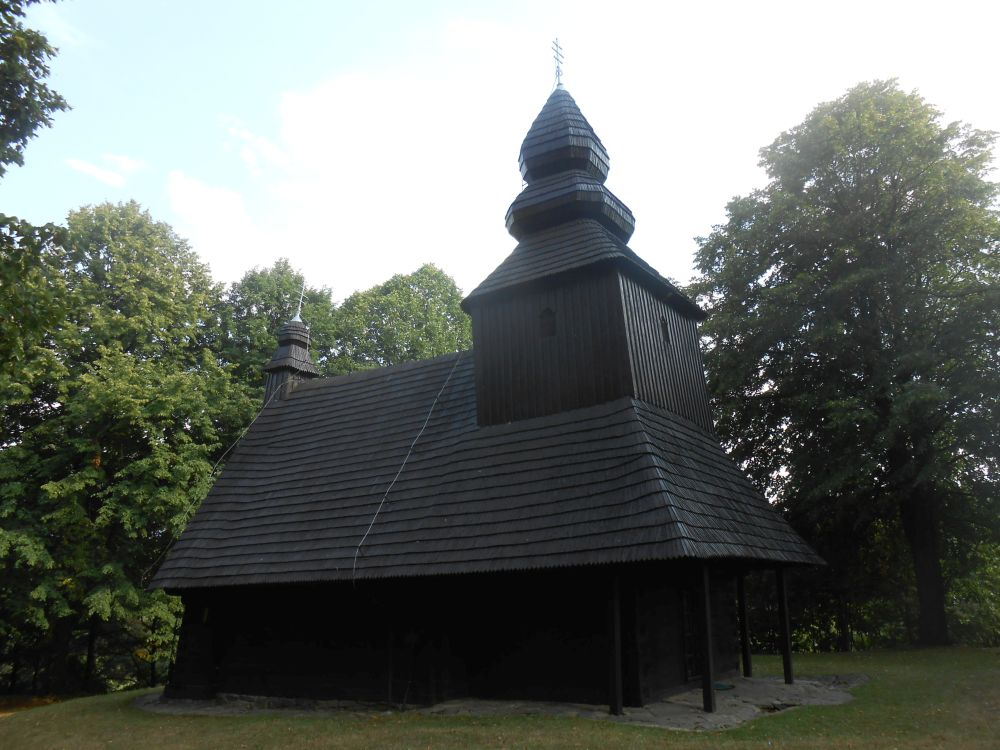